# Down Where the Spirit Meets the Bone
Down Where the Spirit Meets the Bone è l'undicesimo album in studio della cantautrice statunitense Lucinda Williams, pubblicato nel 2014.

## Tracce

### Disco 1
1. Compassion – 2:57
2. Protection – 4:47
3. Burning Bridges – 4:49
4. East Side of Town – 4:56
5. West Memphis – 5:44
6. Cold Day in Hell – 5:16
7. Foolishness – 5:57
8. Wrong Number – 5:01
9. Stand Right by Each Other – 3:58
10. It's Gonna Rain – 4:18

### Disco 2
1. Something Wicked This Way Comes – 5:45
2. Big Mess – 5:32
3. When I Look at the World – 4:56
4. Walk On – 4:11
5. Temporary Nature (Of Any Precious Thing) – 5:05
6. Everything But the Truth – 5:11
7. This Old Heartache – 5:03
8. Stowaway in Your Heart – 3:27
9. One More Day – 6:21
10. Magnolia (JJ Cale cover) – 9:51

## Formazione
- Lucinda Williams - voce, chitarra elettrica
- Tony Joe White - chitarra elettrica, armonica
- Greg Leisz - chitarra acustica, chitarra elettrica, lap steel guitar, cori
- Val McCallum - chitarra elettrica
- Stuart Mathis - chitarra elettrica
- Jonathan Wilson - chitarra
- Patrick Warren - chamberlin, organo, piano, tastiera, autoharp
- Ian "Mac" McLagan - Wurlitzer, piano
- Davey Faragher - basso
- Pete Thomas - batteria, percussioni
- Gia Ciambotti - cori
- Doug Pettibone - chitarra elettrica, cori
- Jakob Dylan - cori
- Bill Frisell - chitarra elettrica
- Bob Glaub - basso
- Sebastian Steinberg - basso
- David Sutton - basso
- David Ralicke - sassofono, eufonio
- Jordan Katz - tromba
- Butch Norton - batteria